# Австрийско-швейцарска война (1499)
Австрийско-швейцарската война от 1499 г. е третата война между двете държави през 14 и 15 век, довела в крайна сметка до победата на Швейцария и признаването ѝ от Австрия.
Причина за войната е намерението на императора на Свещената Римска империя Максимилиан I от династията Хабсбурги да наложи властта си върху източните кантони на Швейцарската конфедерация и да ги принуди да му плащат данък.
Възползвайки се от подкрепата на Франция, Швейцария дава отпор на тези намерения на императора. Максимилиан I изпраща срещу швейцарската войска армия, съставена от швабски наемници.
Швейцарската армия печели няколко битки и след битката при Дорнах, на 22 септември 1499 г. в Базел е подписан мирен договор, в който императорът признава суверенитета на Швейцарската държава.